# Okręgi rzymskie w czasach Augusta

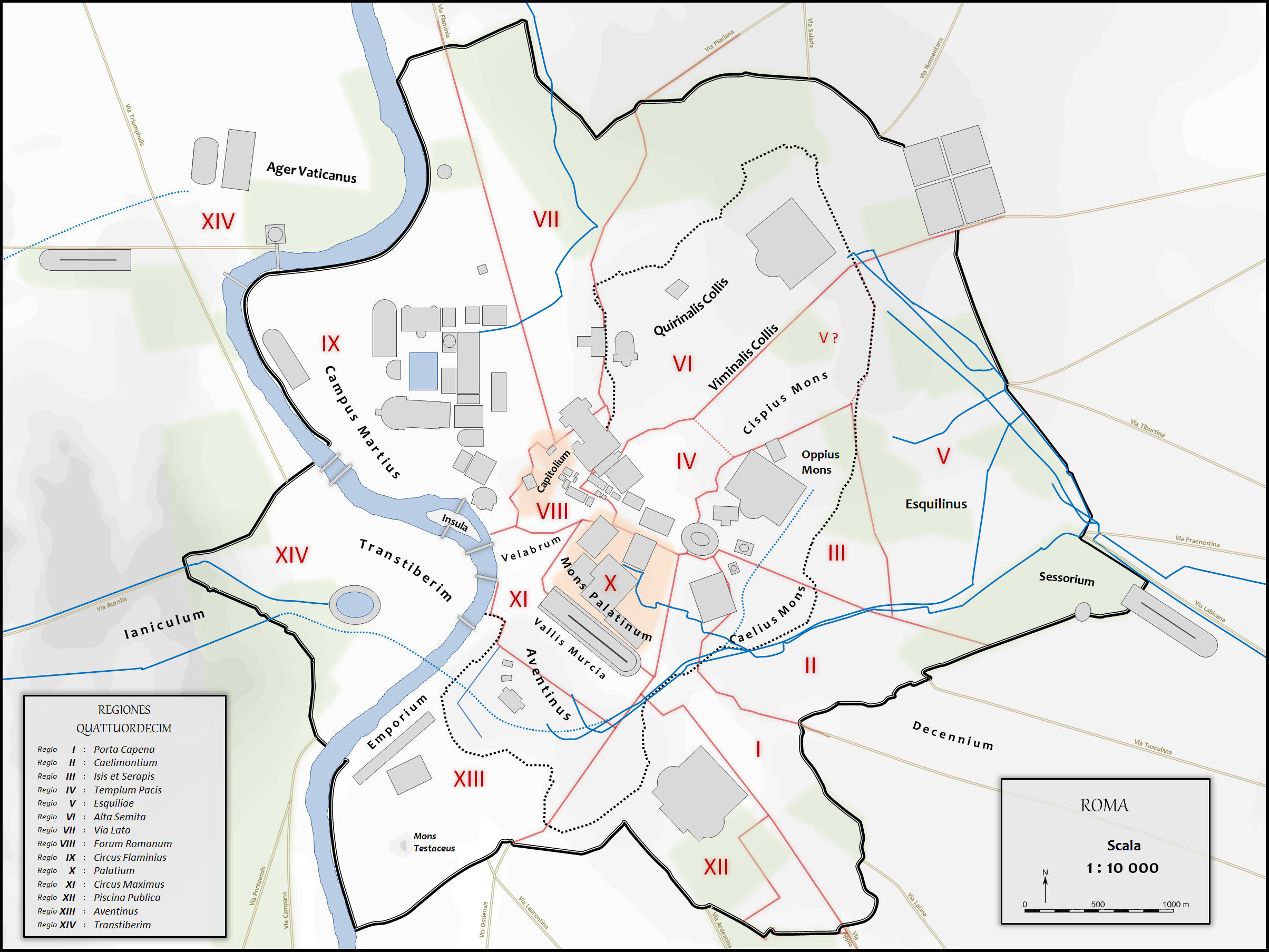
14 okręgów regiones Rzymu za Augusta

Okręgi rzymskie w czasach Augusta − podział Rzymu na czternaście jednostek administracyjnych (łac. regiones), którego dokonał cesarz Oktawian August w 7 r. p.n.e.
Okręgi albo inaczej regiony, których nazwa przetrwała w używanym tradycyjnie określeniu rione, posiadały początkowo tylko numery. Stopniowo każdemu z nich przypisano określenie-nazwę, wziętą najprawdopodobniej z mowy potocznej. Okręgi dzieliły się na vici, tzn. poszczególne obwody.

Cały obszar miasta Rzymu podzielił na okręgi (regiones) i obwody (vici). Wydał zarządzenie, aby nad dzielnicami czuwali urzędnicy co rok wybierani losem, nad obwodami kierownicy wybierani za każdym razem spośród ludności plebejskiej sąsiedztwa.

{{Cytat}} Nieznane pola: "width".

## I – Porta Capena

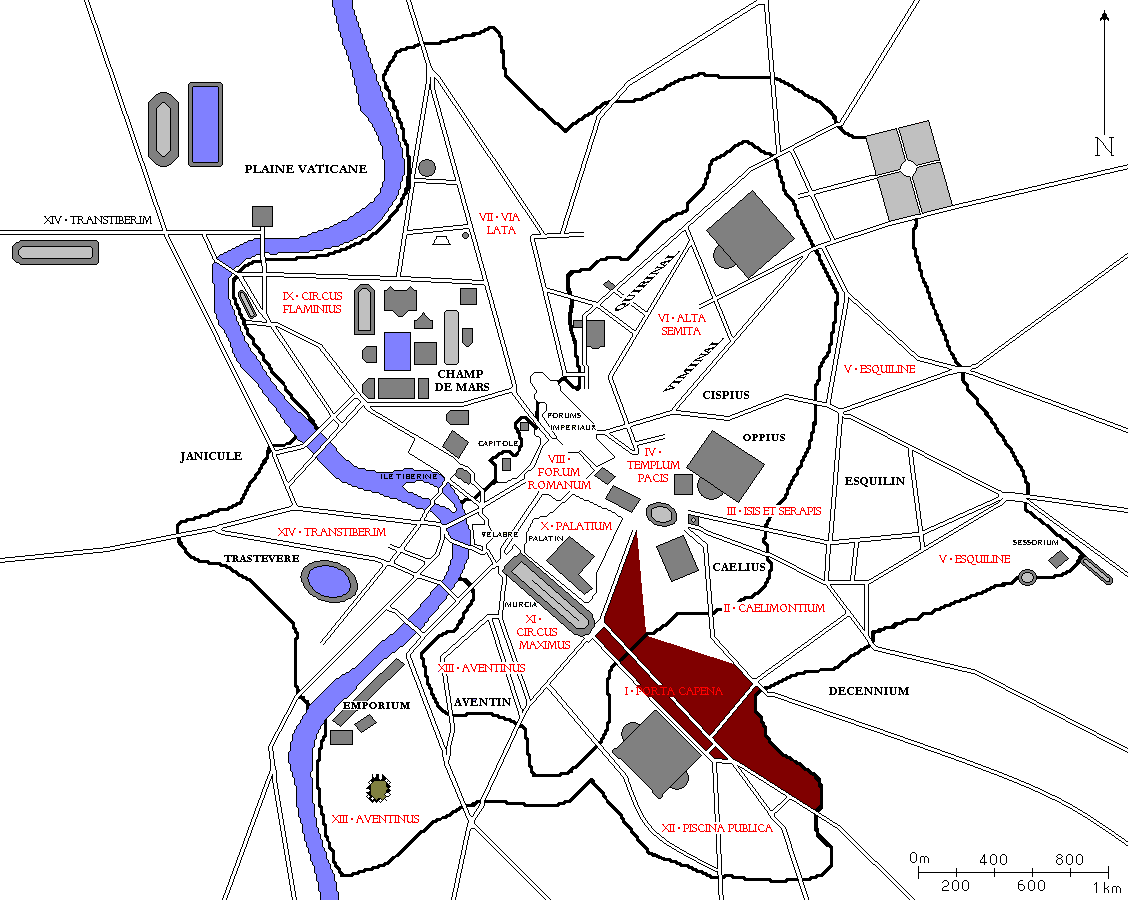
Okręg I

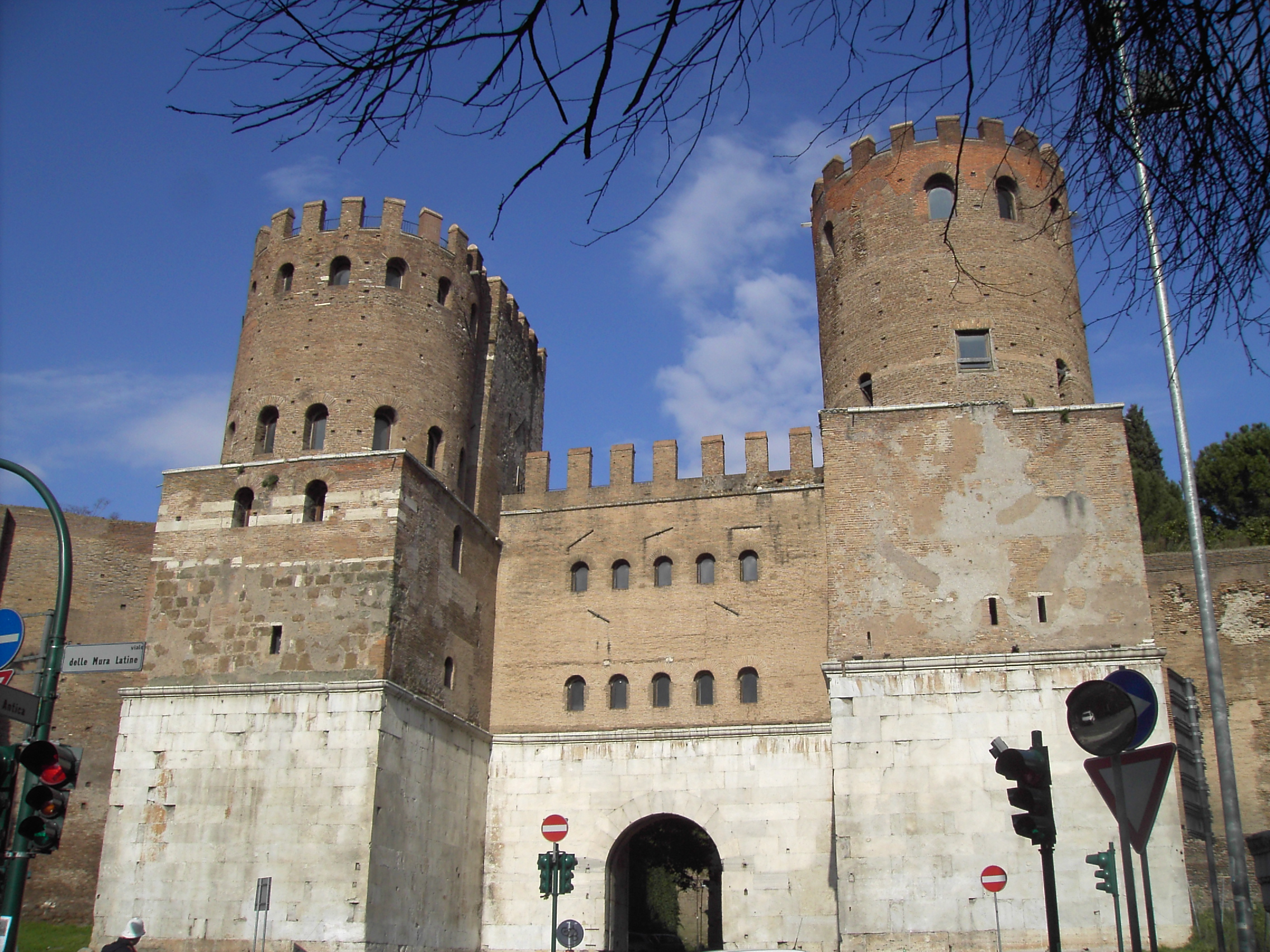
Porta Appia (Porta Capena)

Wziął swoją nazwę od bramy w murach serwiańskich, przez którą wchodziła do miasta Via Appia. Obejmował teren doliny, przez którą przechodziła Via Appia, na południe od wzgórza Celius, aż do kolejnej linii murów aureliańskich. Na północ znajdował się okręg II − Caelimontium, na zachód okręg X − Palatium, na południe okręg XII − Piscina Publica.

## II – Caelimontium

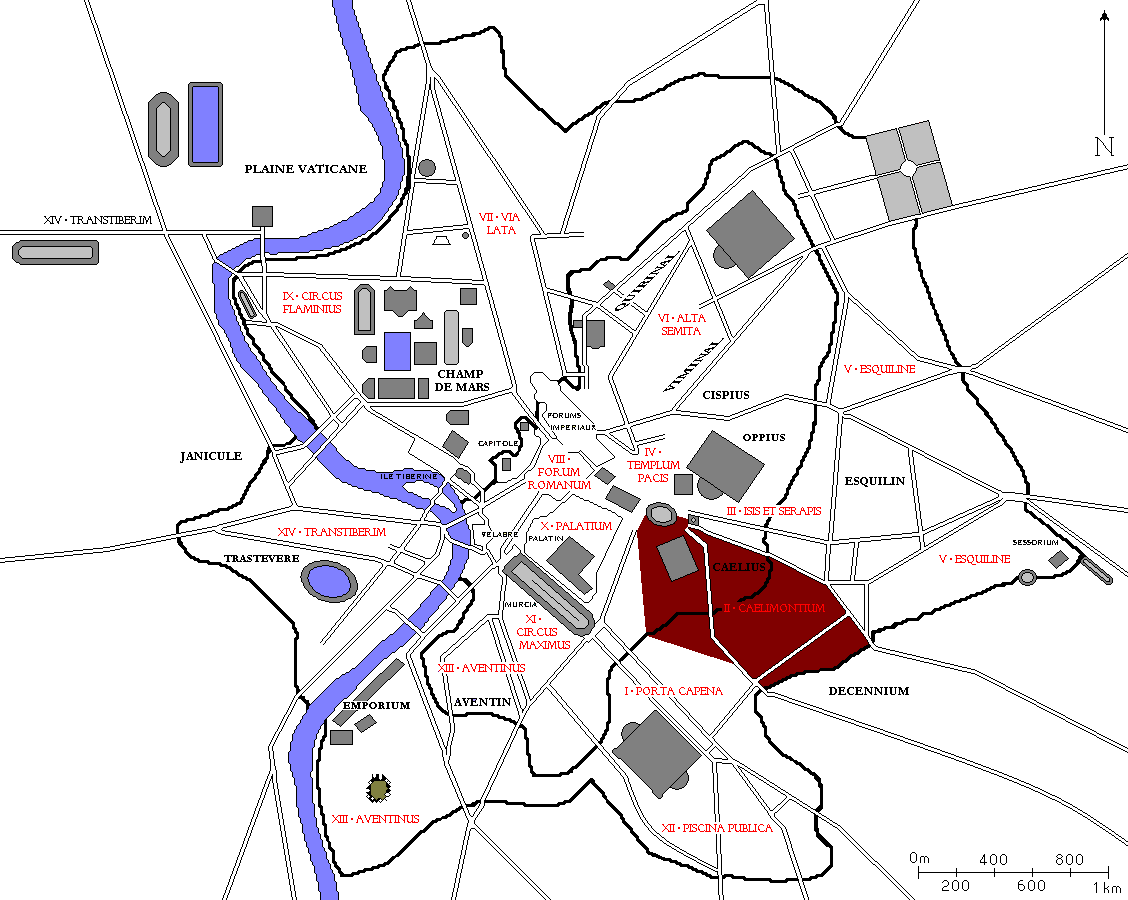
Okręg II

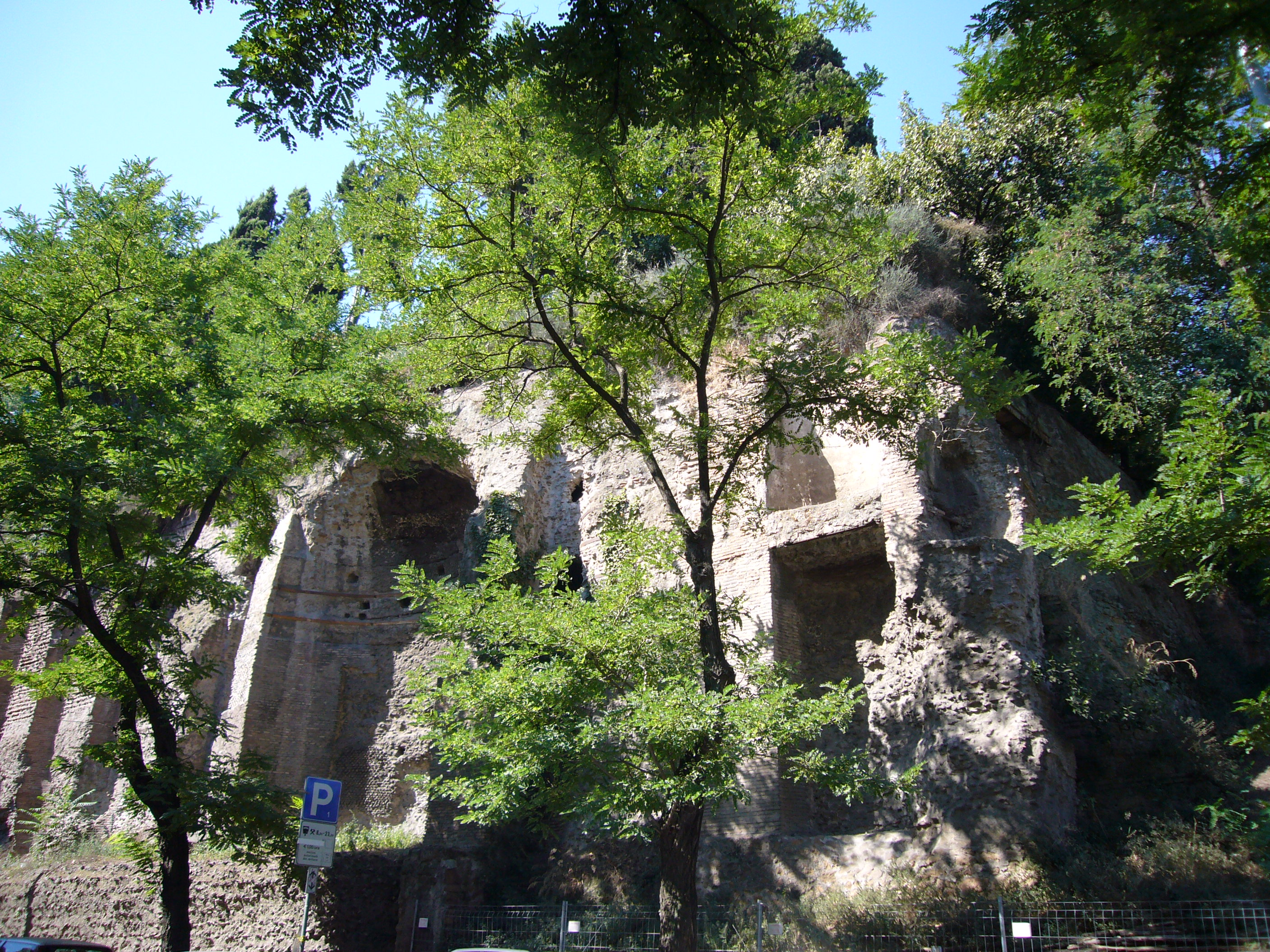
Ruiny Świątyni Boskiego Klaudiusza

Obejmował Celius, jedno z siedmiu rzymskich wzgórz. Rozciągał się od Koloseum aż po Eskwilin. Na jego terenie znajdują się dzisiaj: ruiny Świątyni Boskiego Klaudiusza, rynek Nerona oraz tereny wokół Koloseum. Od południa i wschodu sąsiadował okręg I − Porta Capena, od północy okręgi III i V − Isis et Serapis oraz Esquiliae.

## III – Isis et Serapis

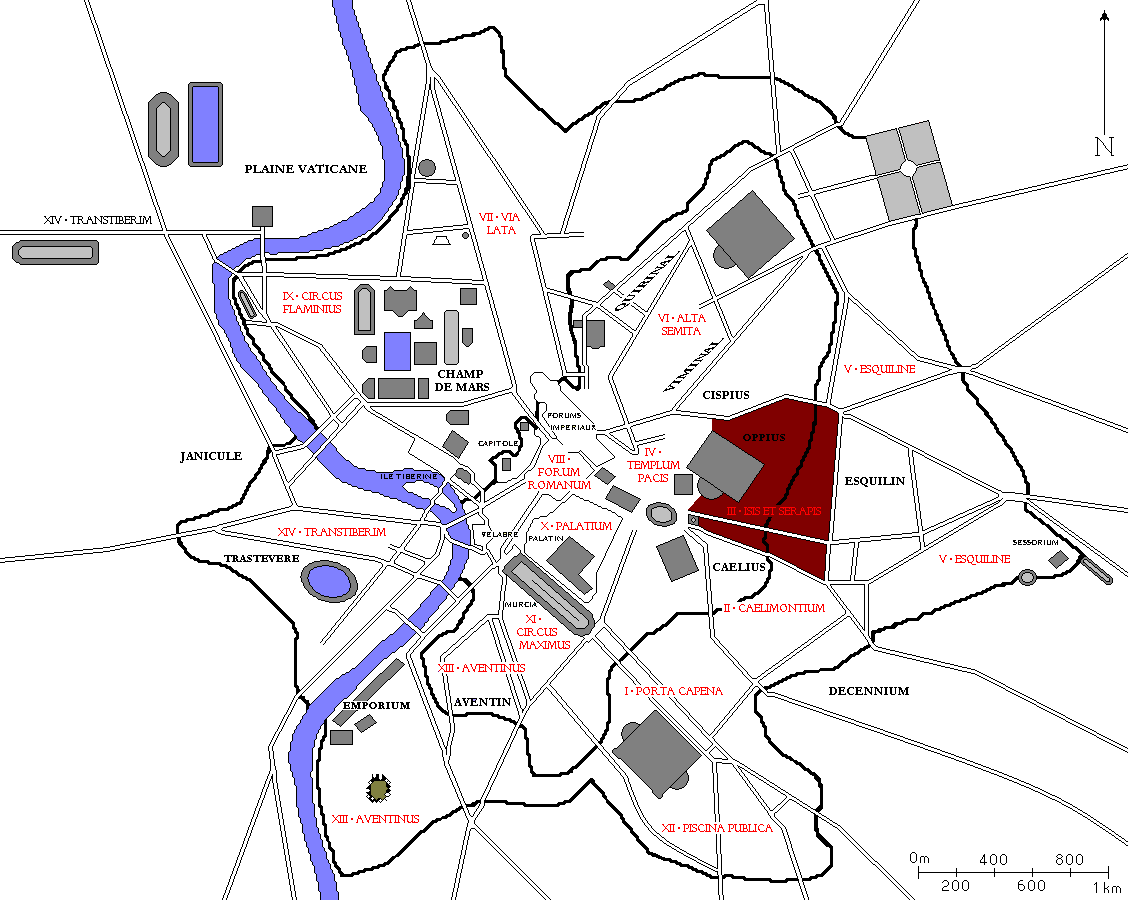
Okręg III

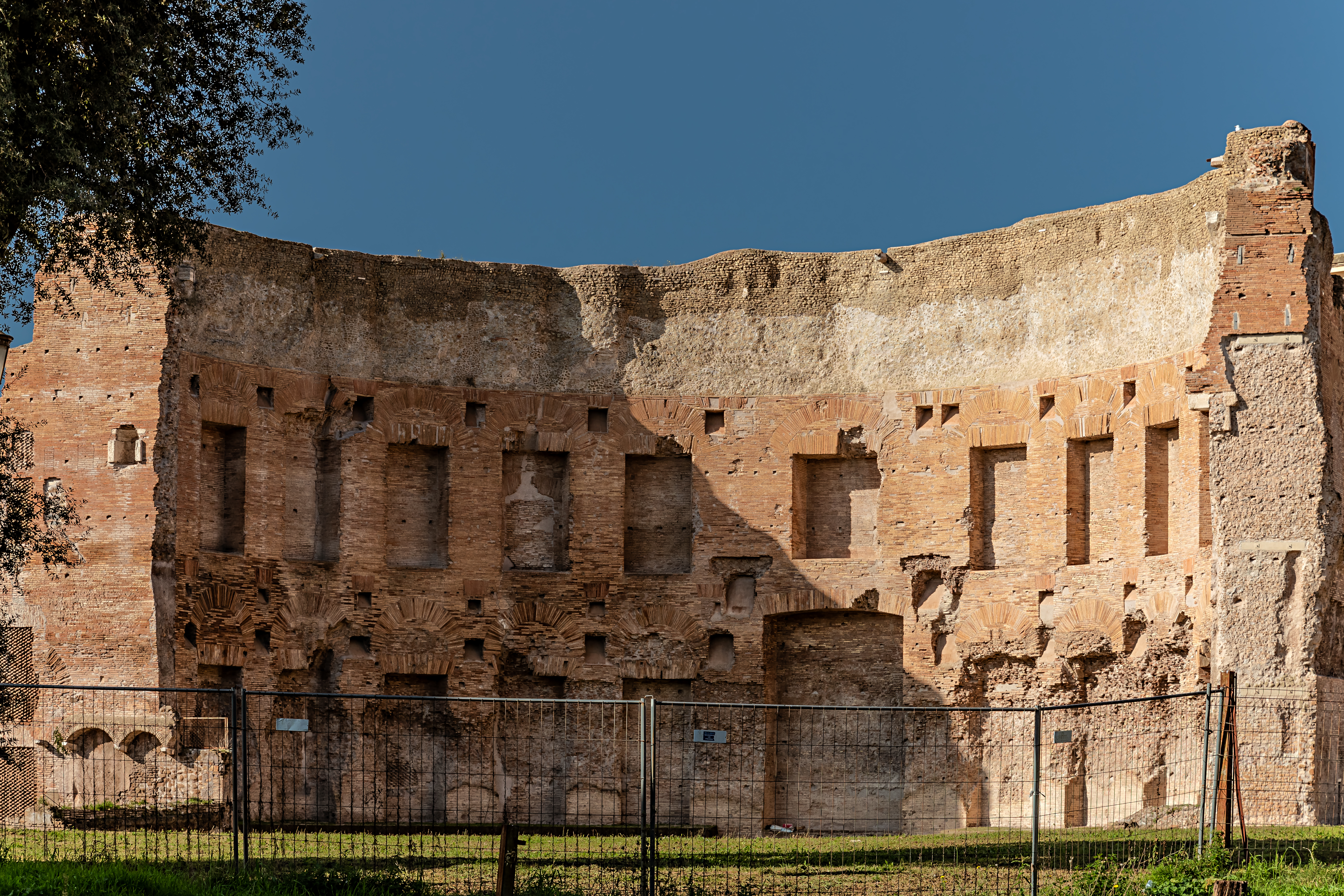
Pozostałości Term Trajana

Wziął swoją nazwę od świątyni dedykowanej Izydzie, która znajdowała się w okolicy dzisiejszej Via Labicana. Obejmował część doliny, w której dzisiaj wznosi się Koloseum oraz Colle Oppio, jedno ze wzniesień Eskwilinu. Od południa sąsiadował okręg II − Caelimontium, od wschodu okręg V − Esquiliae, od północy i zachodu okręg IV − Templum Pacis.

## IV – Templum Pacis

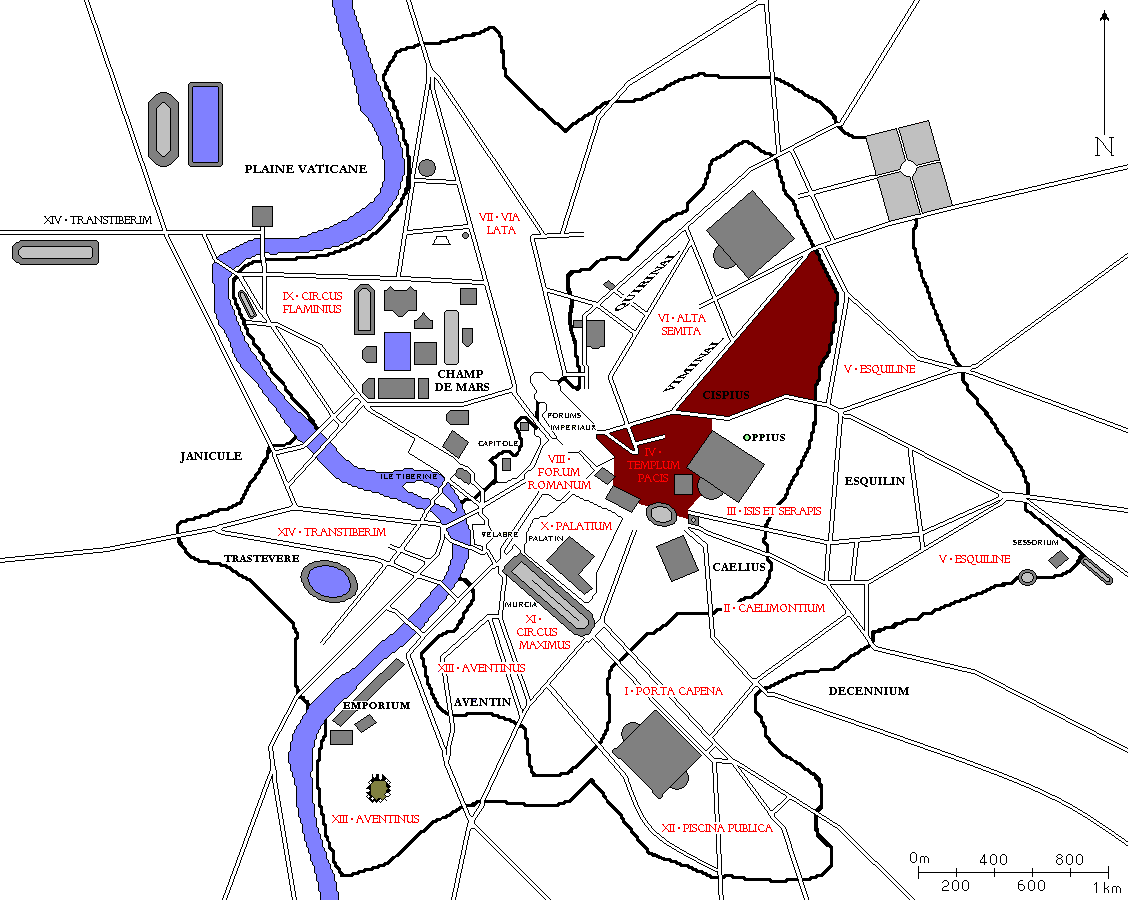
Okręg IV

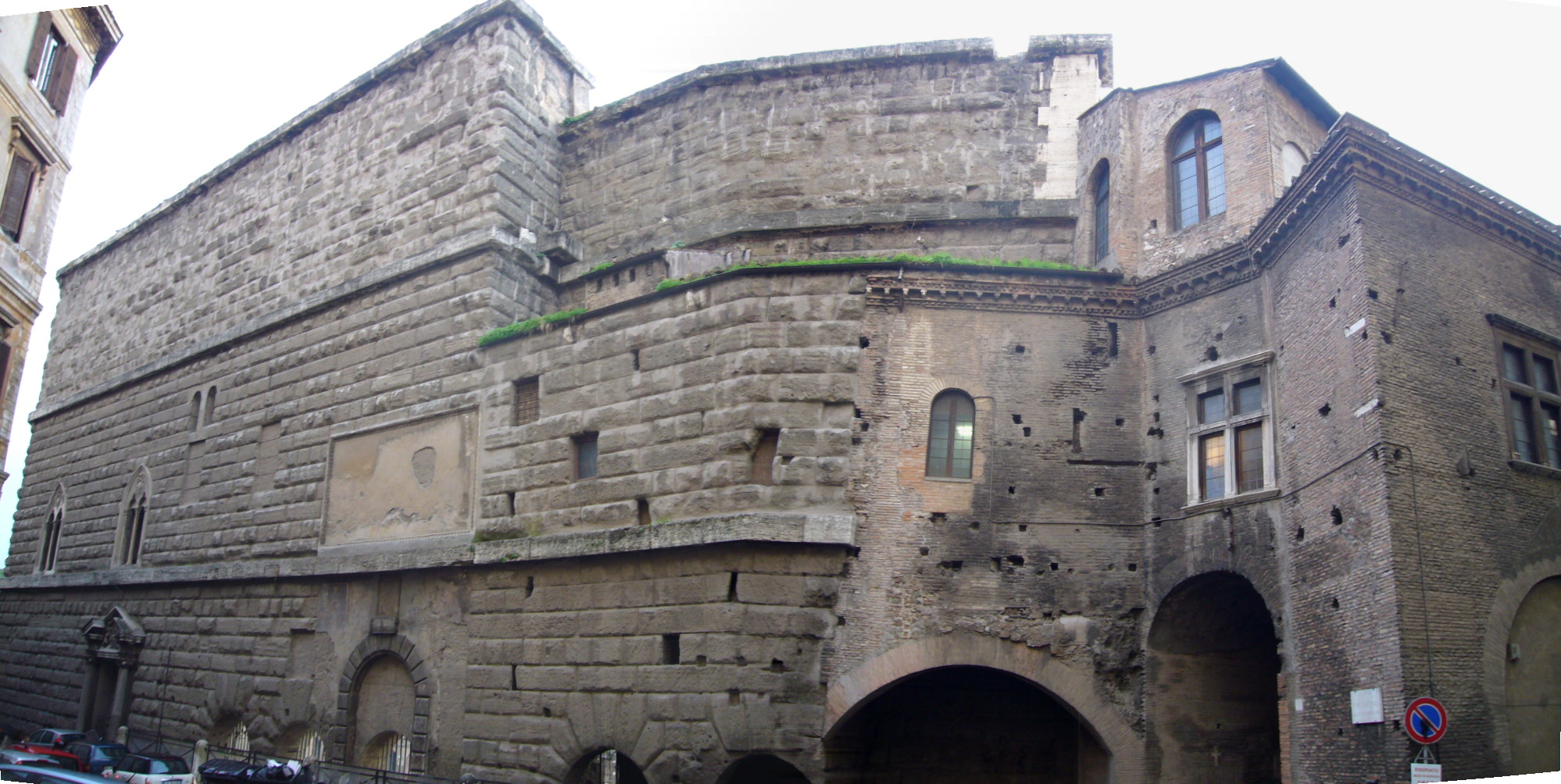
Fragment muru oddzielającego Suburę od forów cesarskich

Bierze nazwę od monumentalnego kompleksu Templum Pacis (pol. Świątynia Pokoju), wzniesionego przez Wespazjana. Obejmował wzniesienie Welia, znajdujące się pomiędzy środkową częścią północnego stoku Palatynu a Colle Oppio, oraz dolinę między Eskwilinem a Wiminałem. Na tym terenie znajdowała się Suburra. W skład okręgu Templum Pacis wchodziło również wzniesienie Fagutal na Eskwilinie, obejmujące strefę Carinae oraz część zwaną Cispio. Templum Pacis sąsiadował od wschodu z okręgami III i V − Isis et Serapis i Esquiliae, od północy z okręgiem VI − Alta Semita, od zachodu z okręgami VIII i X − Forum Romanum i Palatium, od południa z okręgiem II − Caelimontium.

## V – Esquiliae

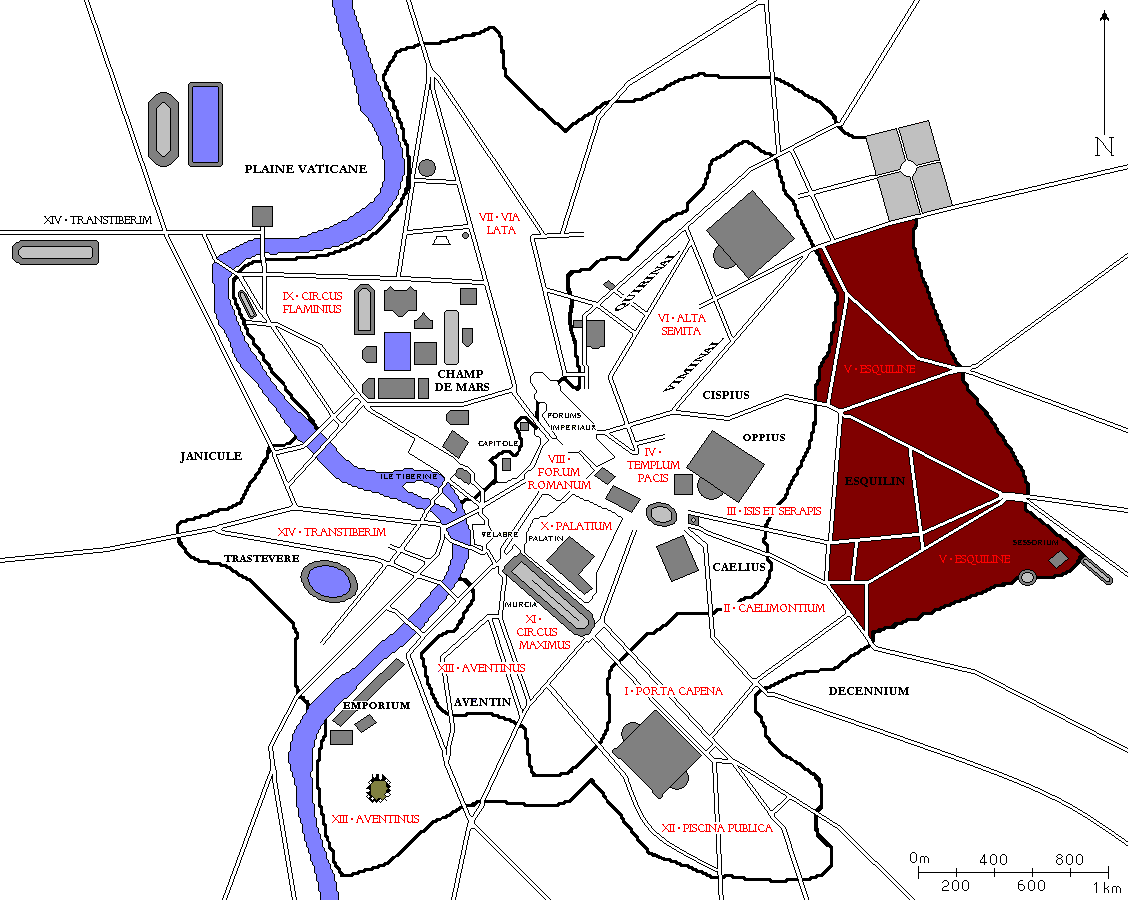
Okręg V

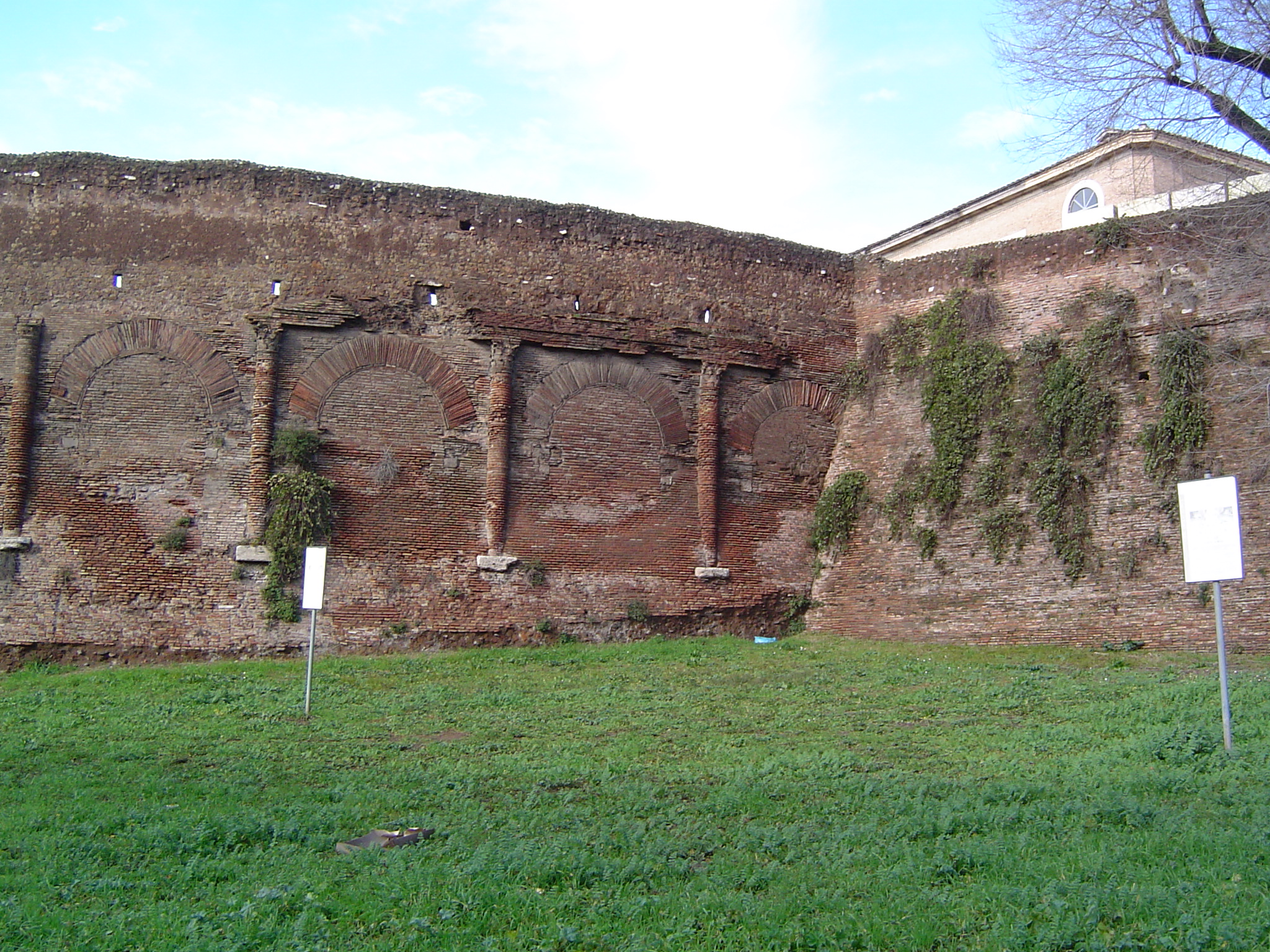
Amfiteatr Castrense

Okręg ten wziął swoją nazwę od wzgórza, które obejmował. Tereny okręgu Esquiliae obejmowały również po części Colle Oppio i Cispio oraz płaski teren zaraz za murami serwiańskimi. W tym okręgu leżały liczne ogrody, amfiteatr Castrense oraz pałac Sessorium. Z okręgem Esquiliae sąsiadował od północy okręg VI − Alta Semita, od zachodu okręgi IV, III i II −Templum Pacis, Isis et Serapis i Caelimontium. Od południa i wschodu granice okręgu wyznaczały mury miejskie.

## VI – Alta Semita

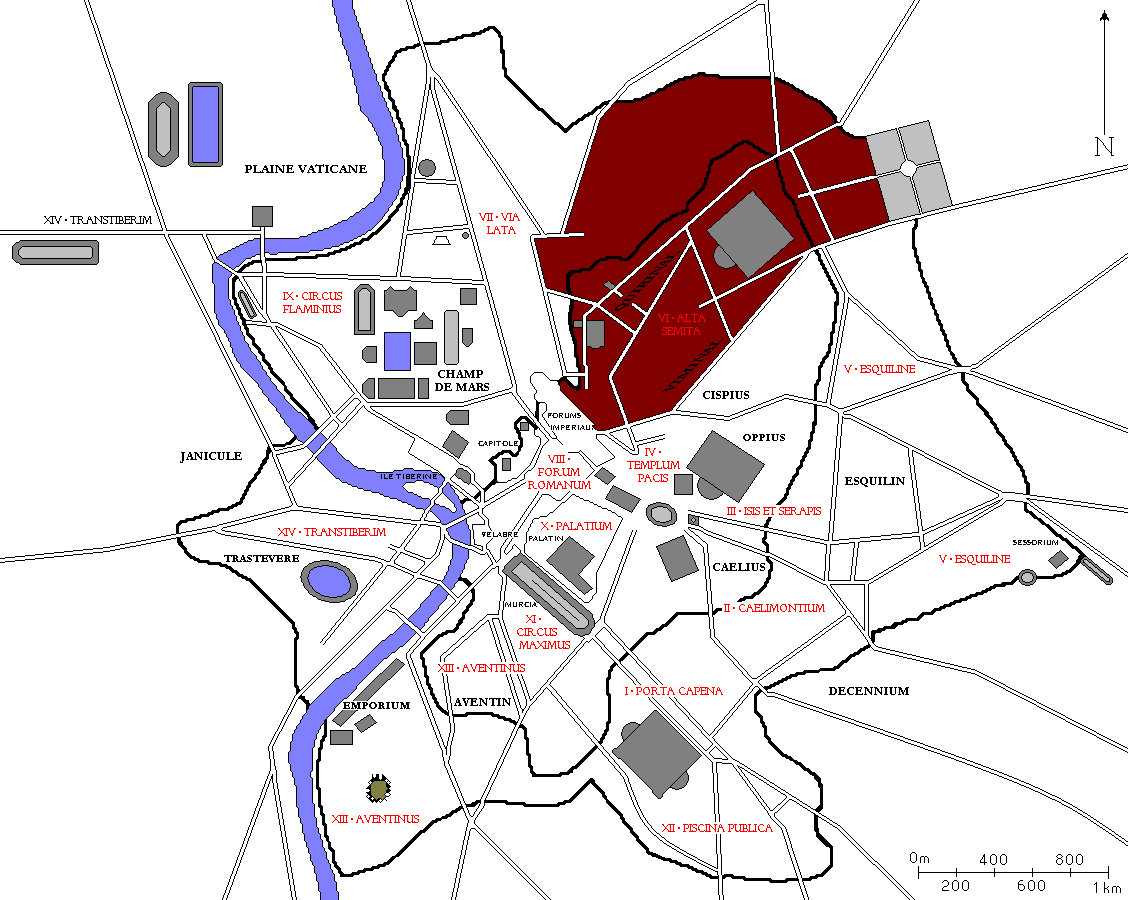
Okręg VI

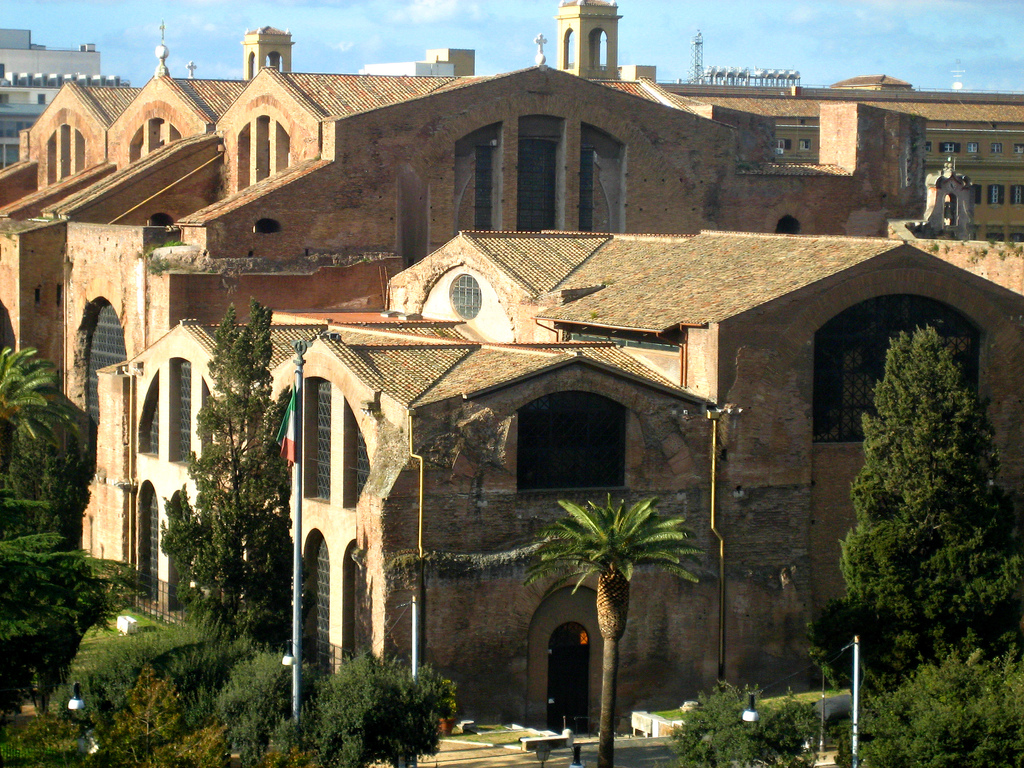
Termy Dioklecjana

Okręg bierze swą nazwę od drogi, która przebiegała przez szczyt Kwirynału i prowadziła do koszar pretorianów − Castra praetoria. Zasięgiem Alta Semita obejmował wzgórze Kwirynał oraz sąsiadujący z nim Wiminał. Okręg VI sąsiadował od południa z okręgiem IV − Templum Pacis, od zachodu zaś z okręgiem VII − Via Lata. Północno-wschodnią granicę wyznaczały mury miasta.

## VII – Via Lata

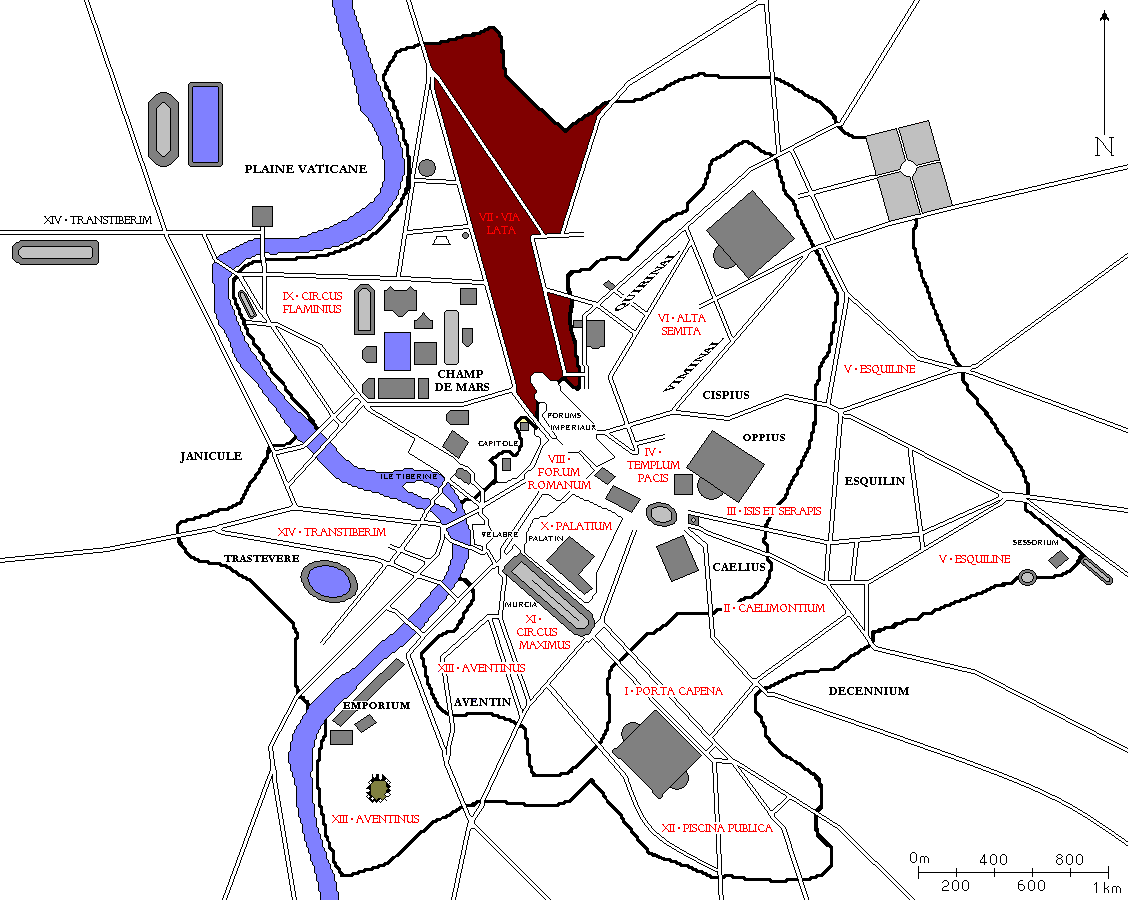
Okręg VII

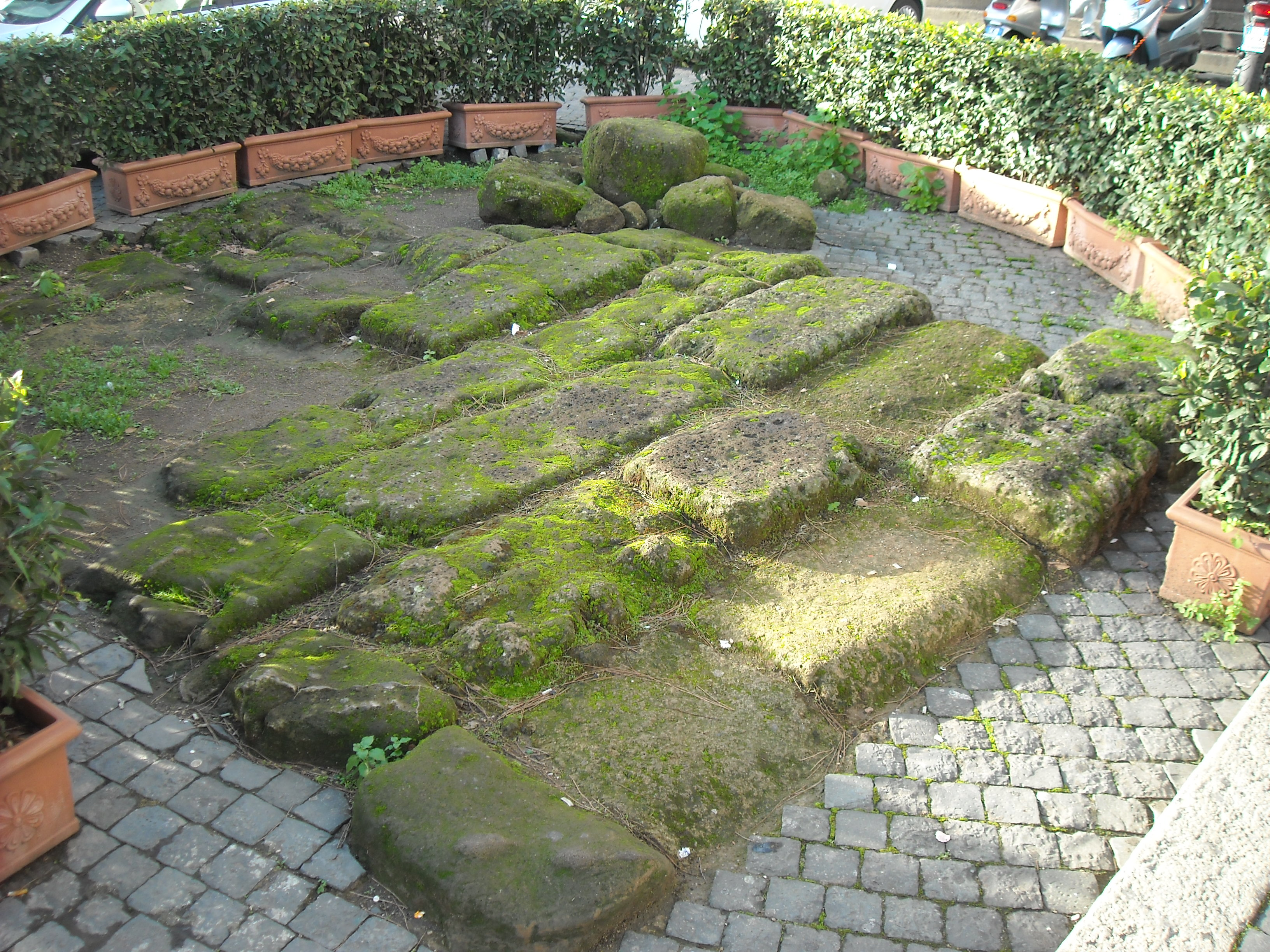
Pozostałości Porta Fontinalis

Okręg wziął swoją nazwę od fragmentu rzymskiej Via Flaminia, która między murami aureliańskimi (272−282) a późniejszymi murami serwiańskimi z Porta Fontinalis (378 p.n.e.), była traktem miejskim. Fragmentowi temu odpowiada dzisiejsza Via del Corso. Okręg obejmował płaski teren Pól Marsowych na wschód od Via Lata wraz z collis hortulorum, czyli Pincio. Z okręgiem VII sąsiadował od wschodu okręg VI − Alta Semita, od zachodu okręg IX − Circus Flaminius, od południa okręg VIII − Forum Romanum. Północną granicę okręgu wyznaczały mury Rzymu.

## VIII – Forum Romanum

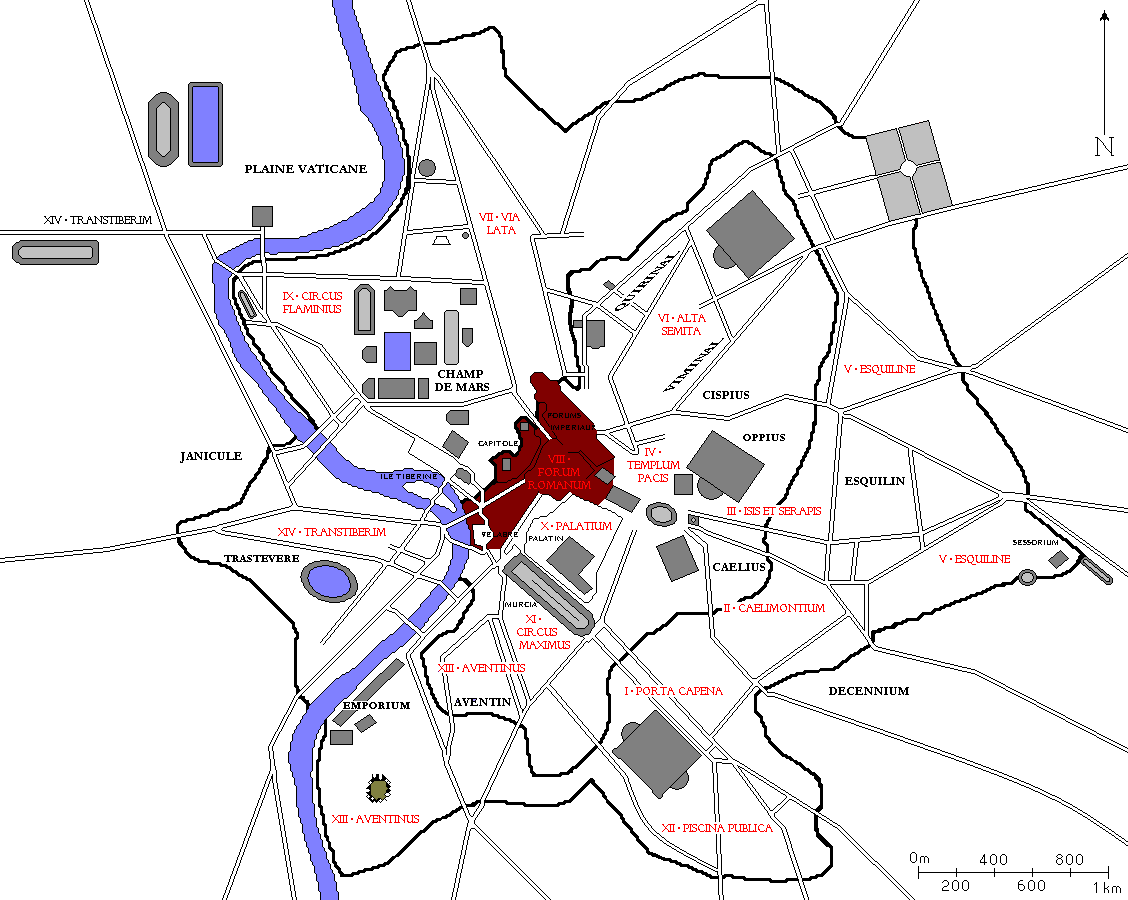
Okręg VIII

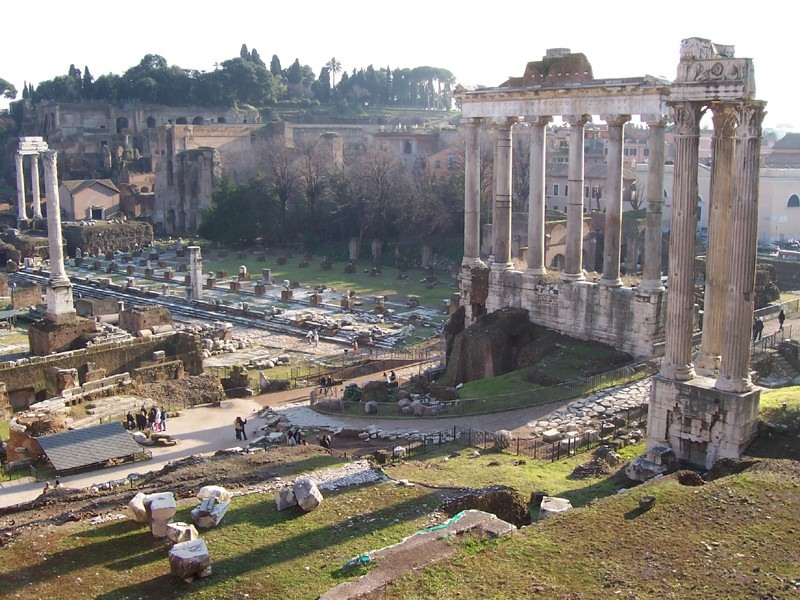
Ruiny Świątyni Konkordii

Okręg obejmował dolinę między Palatynem a Kapitolem, w której znajdował się pierwszy plac miejski − Forum Romanum. W skład okręgu wchodziła również zabudowa między Welią a Palatynem, aż do Łuku Tytusa i Świątyni Wenus i Romy. Do okręgu zaliczano też sam Kapitol. Znajdując się w centrum Rzymu, Forum Romanum sąsiadowało z szeregiem okręgów, przede wszystkim po północnej stronie miasta: IV, VI, VII, IX. Zachodnią granicę wyznaczał Tyber. Od południa znajdowały się okręgi XI i X − Circus Maximus i Palatium.

## IX – Circus Flaminius

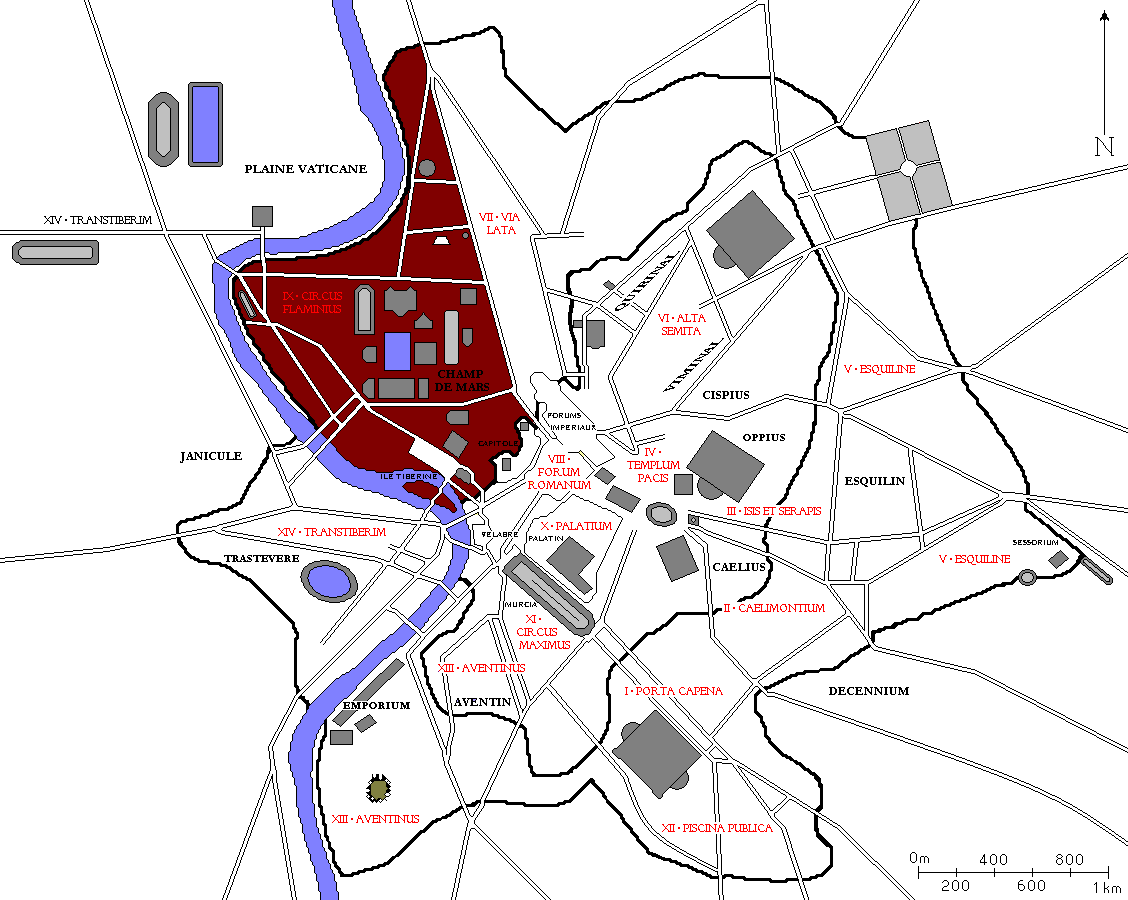
Okręg IX

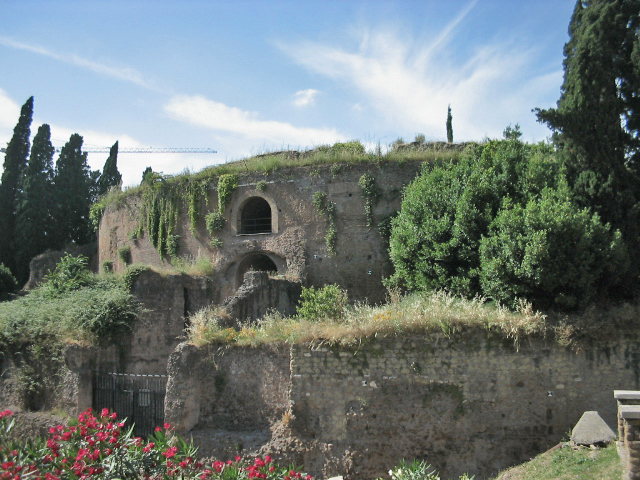
Mauzoleum Augusta

Okręg wziął swoją nazwę od południowej części Pól Marsowych. Tereny te sąsiadowały z Wyspą Tyberyjską. Circus Flaminius obejmował też płaski teren na zachód od Via Lata. W okręgu IX znajdowały się: Panteon, teatry Marcellusa i Pompejusza, termy Agryppy oraz Mauzoleum Augusta. Z Circus Flaminius sąsiadowały od wschodu okręgi VII i VIII − Via Lata i Forum Romanum. Granicę zachodnią okręgu wyznaczał Tyber i mury miejskie nad zakolami rzeki.

## X – Palatium

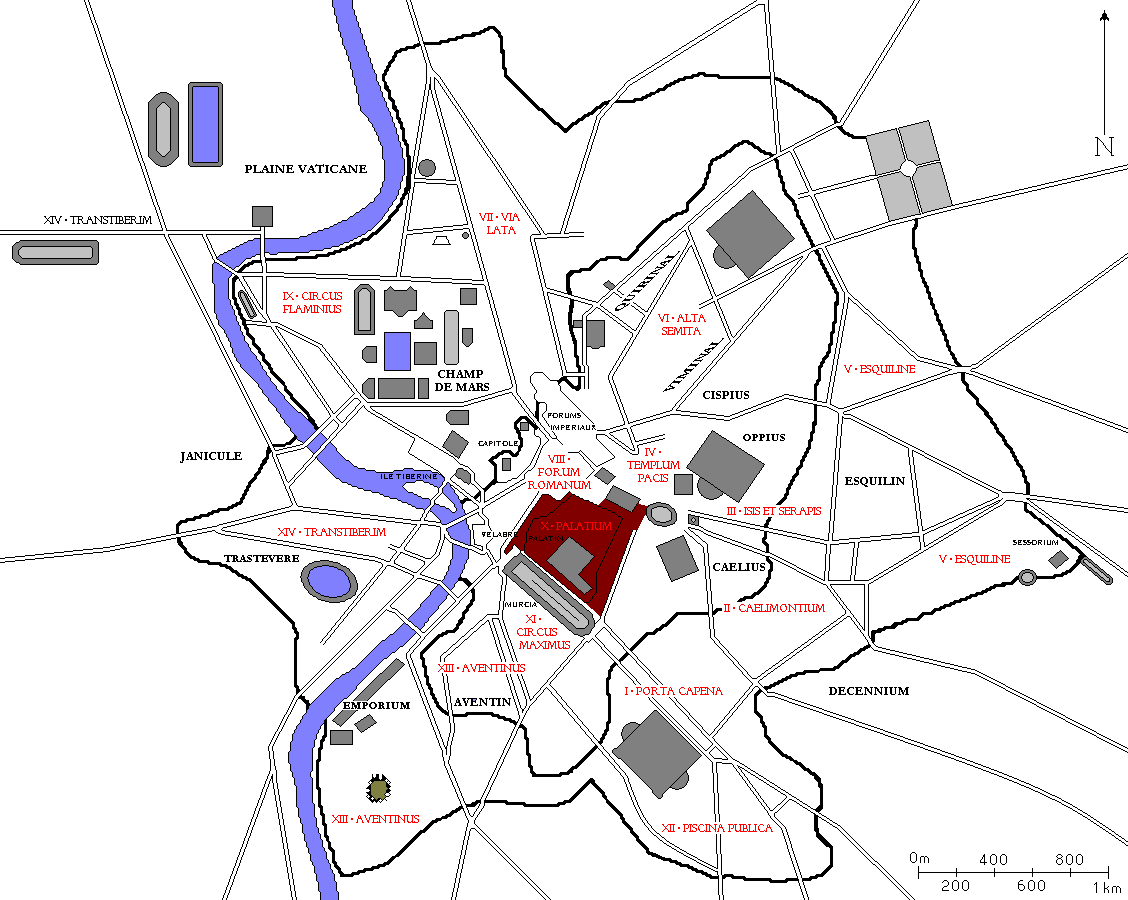
Okręg X

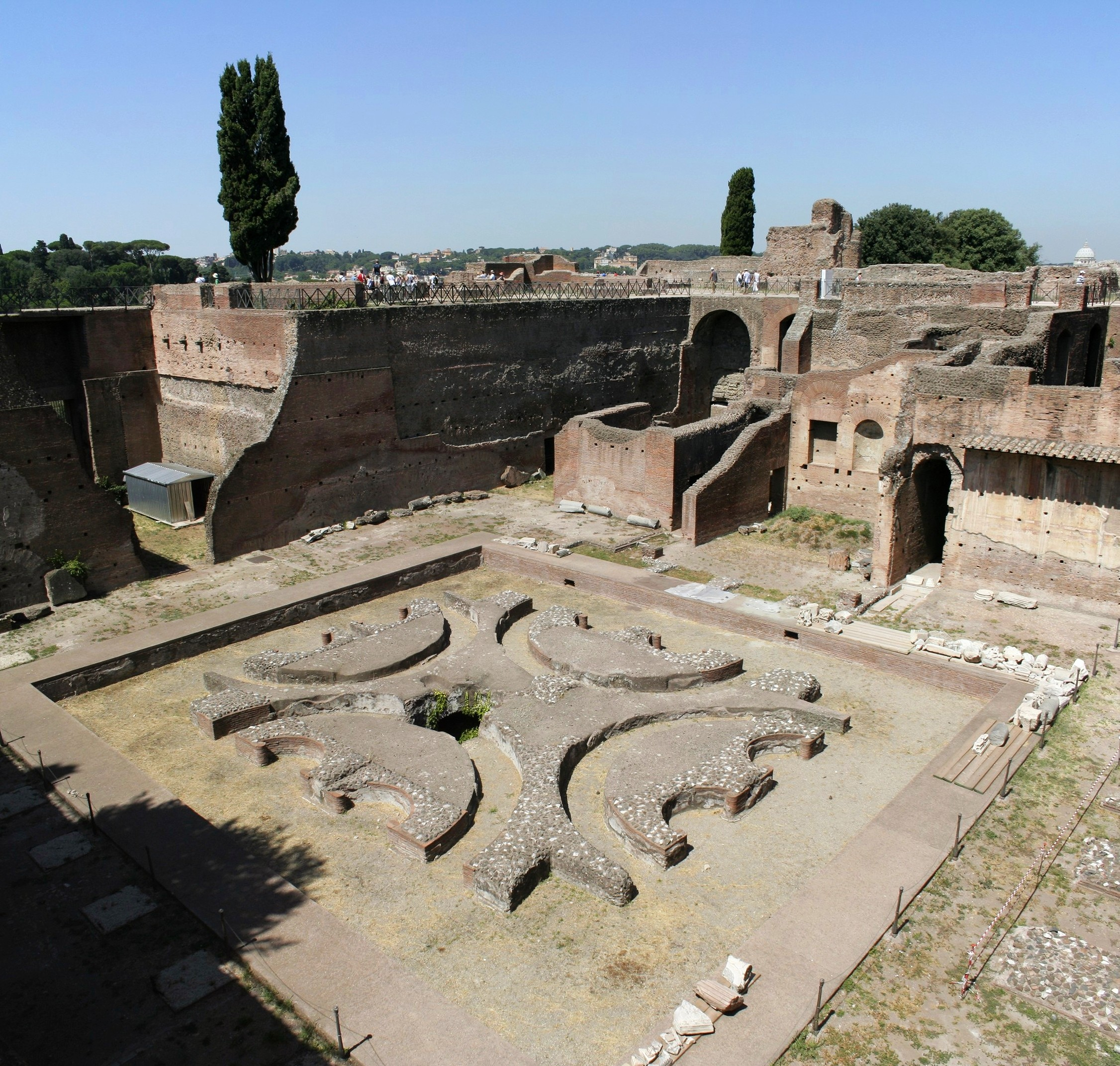
Domus Augustana

Okręg X obejmował Wzgórze Palatyńskie (łac. Mons Palatinus). Na wzgórzu znajdowały się m.in. świątynie Jowisza i Wiktorii, pałace Septymiusza Sewera oraz Domicjana. W czasach republiki na Palatynie mieli swoje wille: Cyceron, Marek Licyniusz Krassus i Marek Antoniusz. Z Palatium sąsiadował od północy okręg VIII − Forum Romanum, od południowego zachodu okręg XI − Circus Maximus, od południowego wschodu okręg I − Porta Capena.

## XI – Circus Maximus

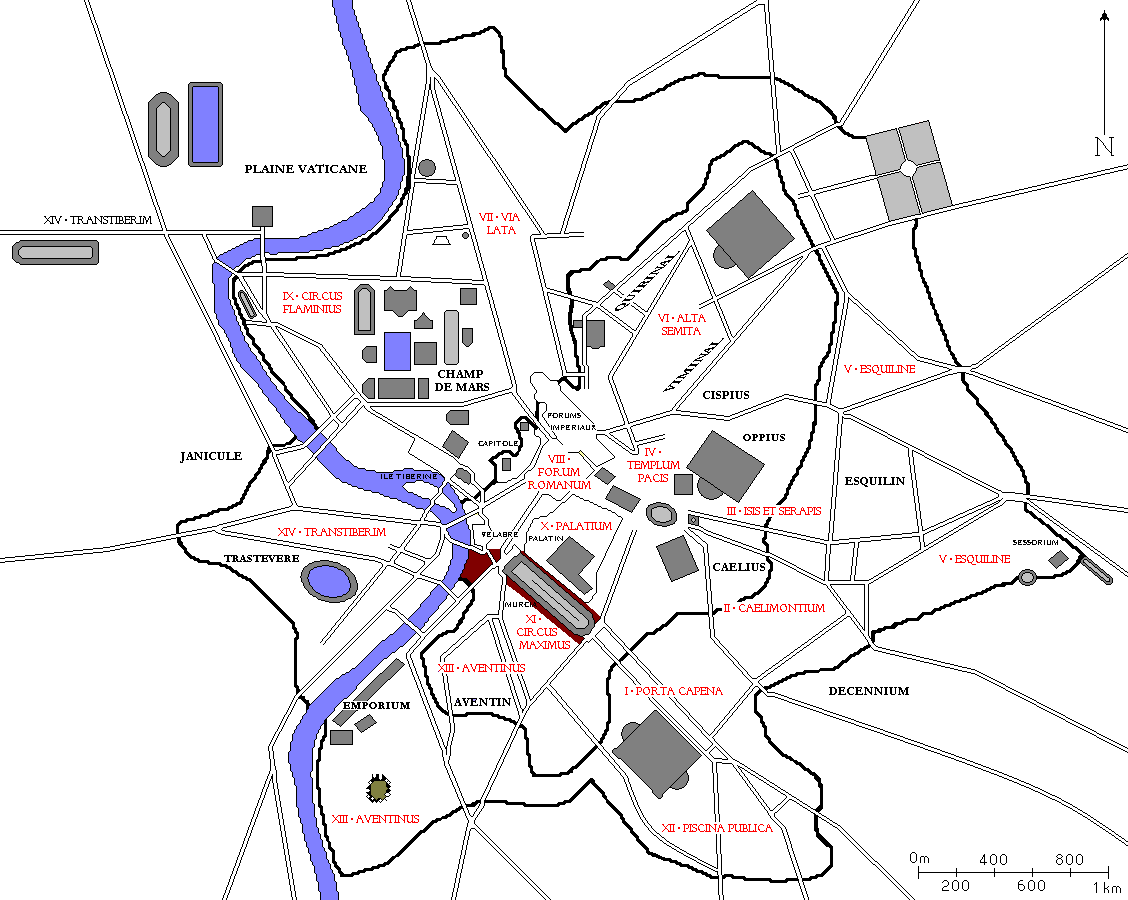
Okręg XI

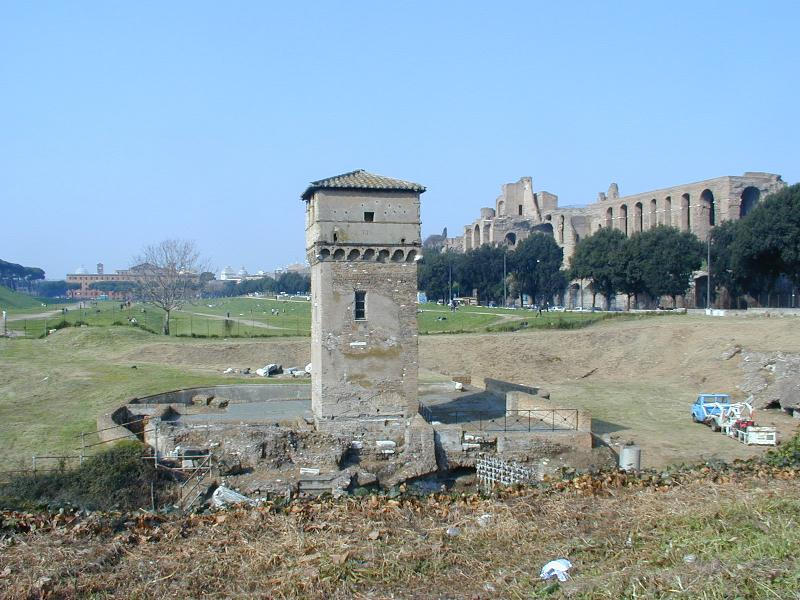
Średniowieczna Wieża "della Moletta" na Circus Maximus

Nazwa pochodzi od najstarszego cyrku Starożytnego Rzymu − Circus Maximus. Okręg obejmował dolinę między Palatynem a Awentynem oraz podmokłe tereny Velabrum, którymi kończyła się dolina między Palatynem a Kapitolem, tuż przy Tybrze. W skład okręgu wchodziły również Forum Boarium (pol. rynek wołowy) ze świątyniami Olivariusa i Portunusa oraz Forum Holitorium ze świątyniami Nadziei i Junony. Z okręgiem XI sąsiadowały od północy Palatium i Forum Romanum, zaś od południa Porta Capena, Piscina Publica oraz Aventinus. Na zachodzie granicę okręgu wyznaczał Tyber.

## XII – Piscina Publica

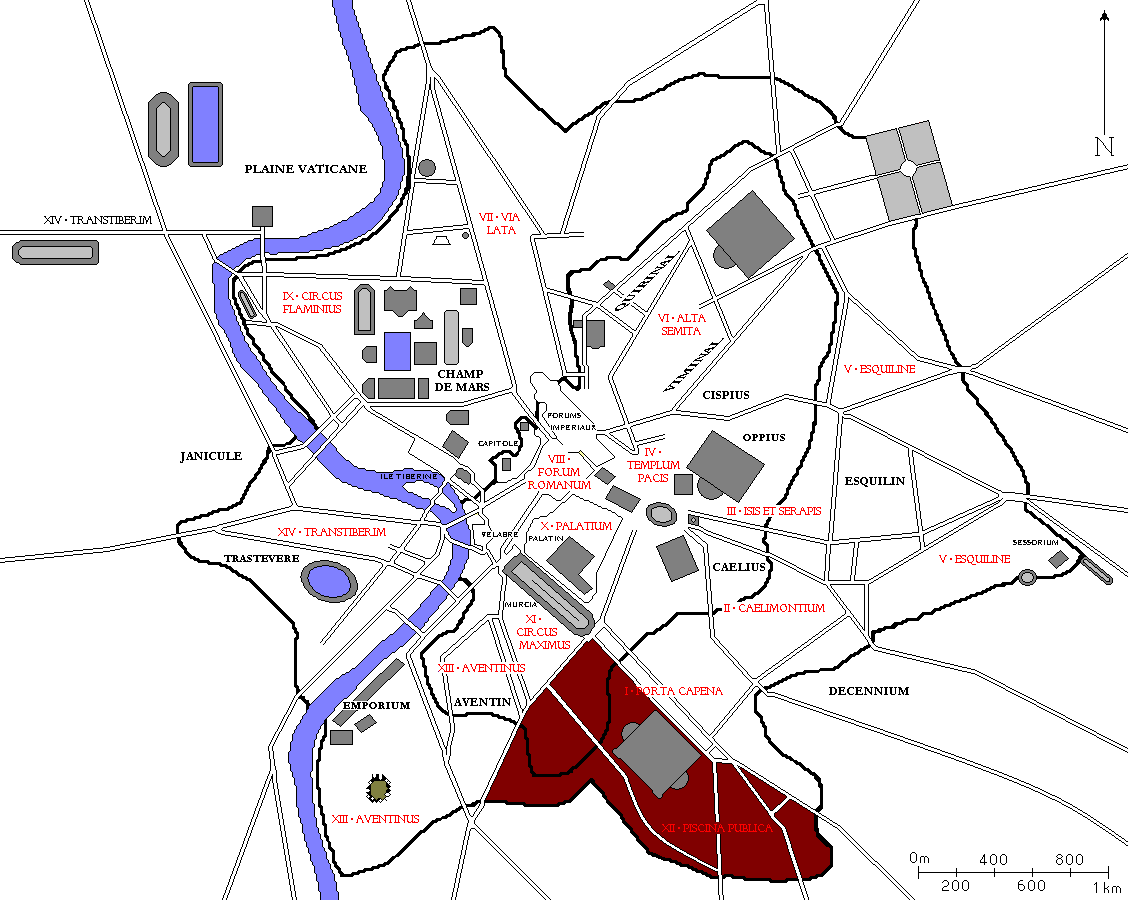
Okręg XII

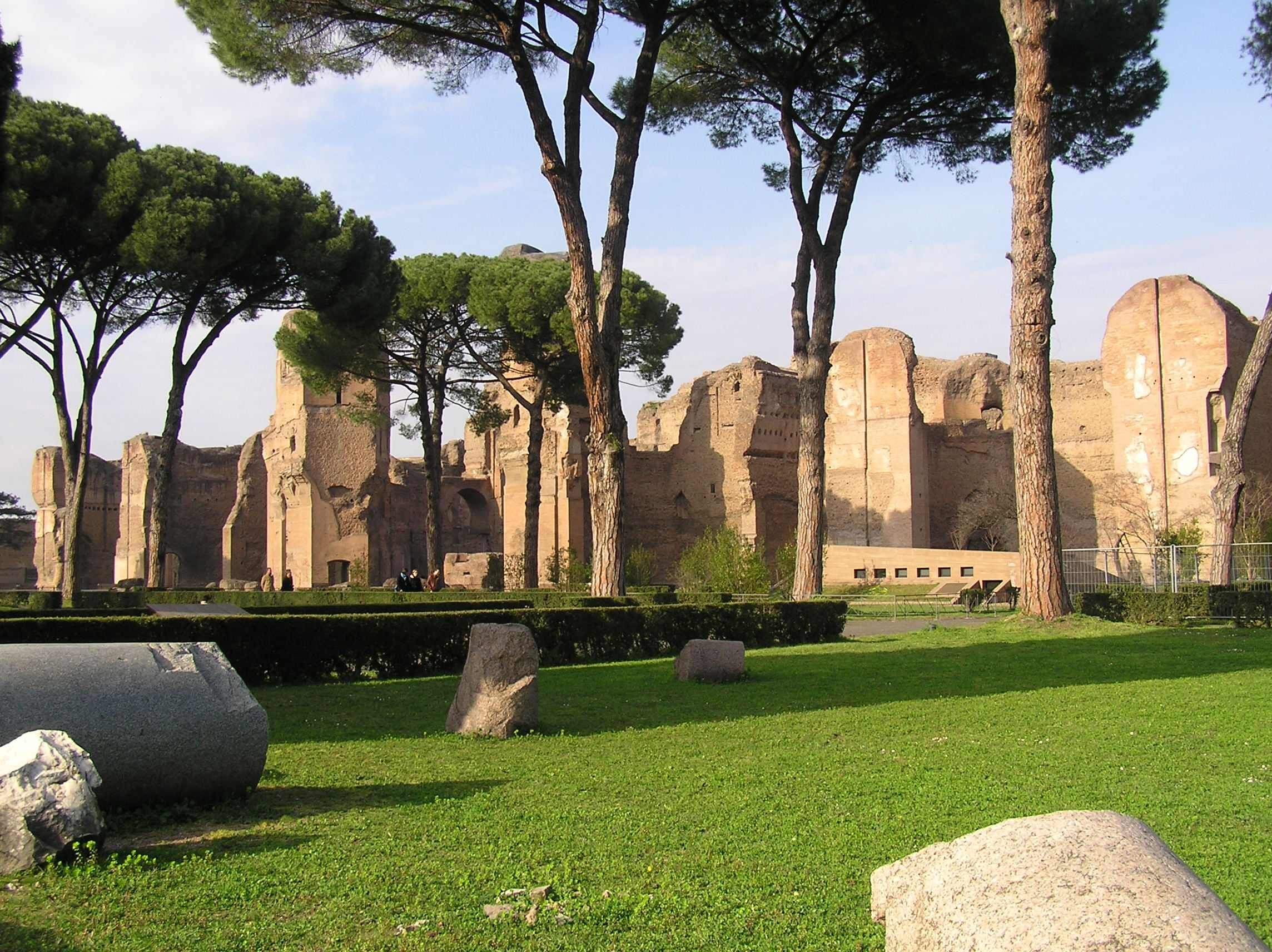
Termy Karakalli

Okręg wziął swoją nazwę od monumentalnego basenu publicznego, który przestał istnieć w epoce imperialnej. Znajdował się w miejscu, gdzie dzisiaj wznosi się Bazylika św. Saby. Obszar obejmował tereny, które obecnie uznawane są za część Awentynu, na stoku schodzącym ku Via Appia. Na obszarze tym znajdują się obecnie ruiny Term Karakalli, Kommodusa i Septymiusza Sewera. Z okręgiem XII sąsiadował od północnego wschodu okręg I − Porta Capena, od północnego zachodu okręg XIII − Aventinus. Południową granicę okręgu wyznaczały mury aureliańskie.

## XIII – Aventinus

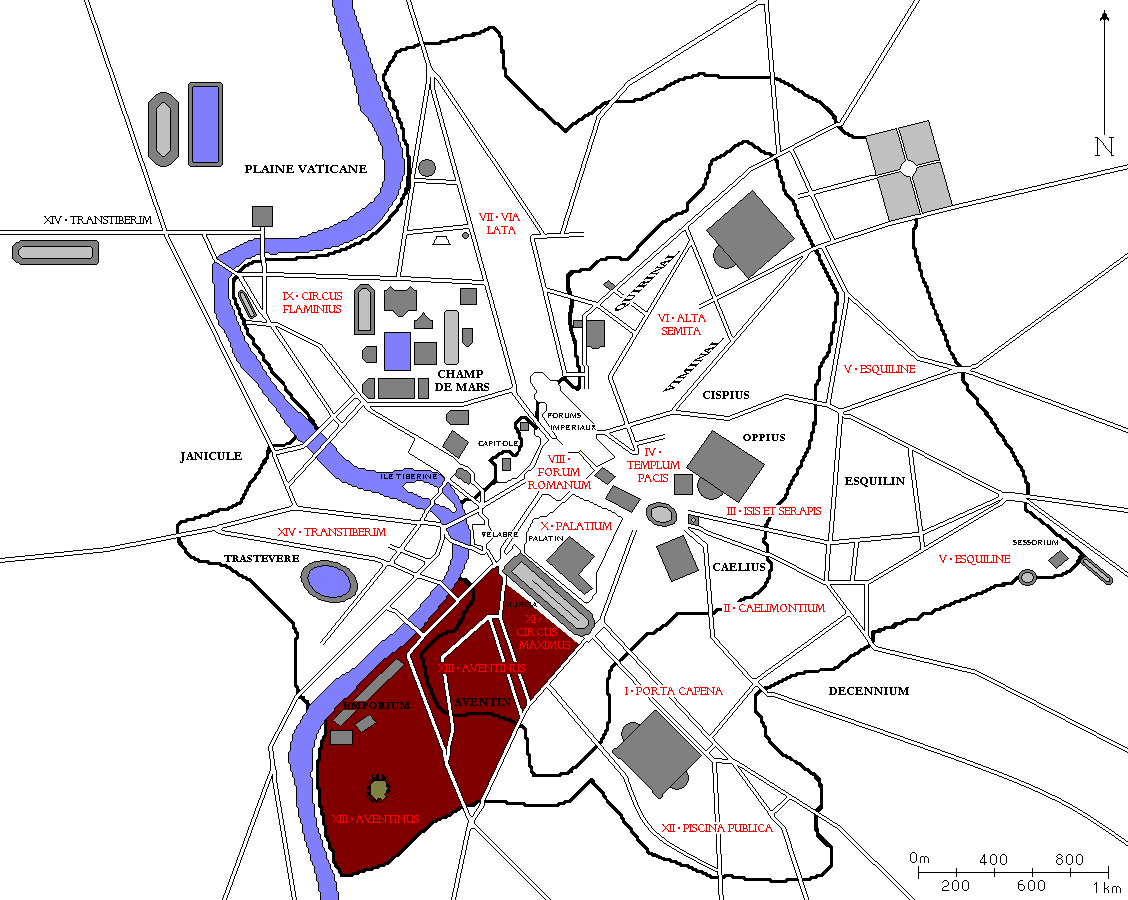
Okręg XIII

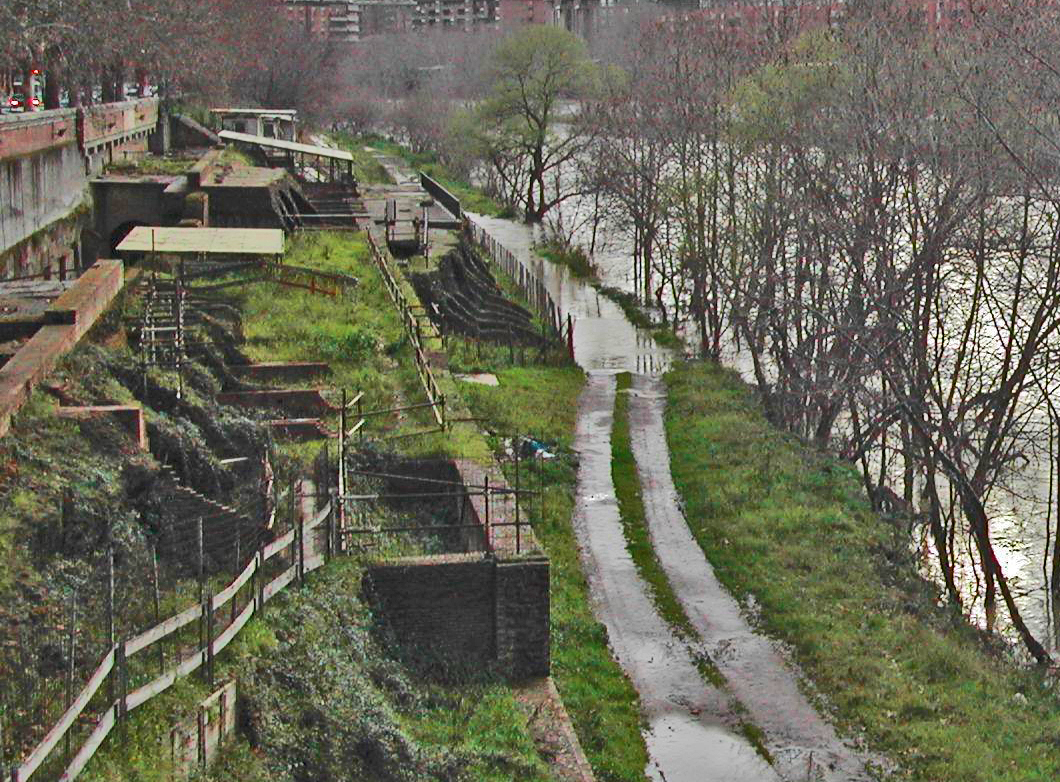
Rozostałości Emporium (portu rzecznego)

Okręg obejmował obszar Awentynu oraz równinny teren u jego podnóża, wzdłuż Tybru, gdzie istniał pierwszy port rzeczny antycznego Rzymu − Emporium. Okręg XIII sąsiadował z okręgami XI i XII − Circus Maximus i Piscina Publica. Południowo-zachodnią jego granicę wyznaczały mury miasta i linia rzeki.

## XIV – Transtiberim

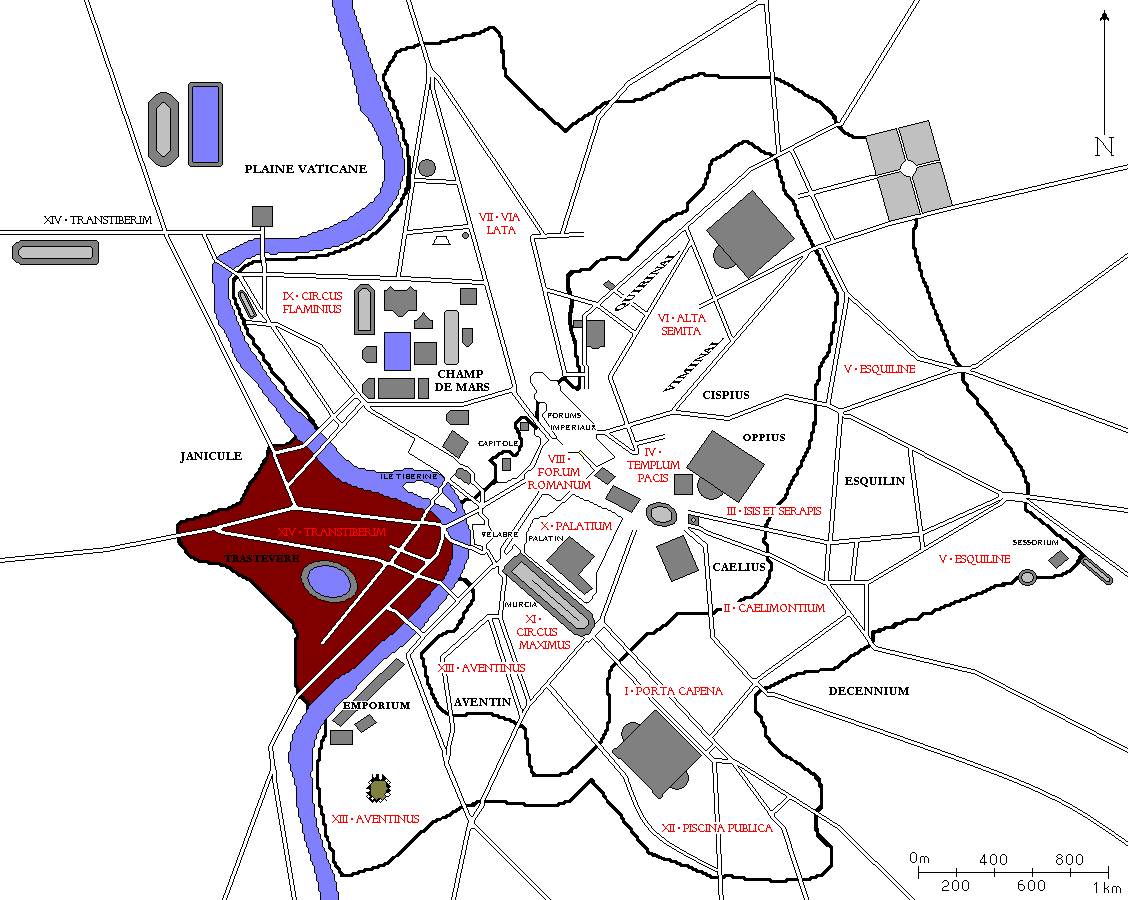
Okręg XIV

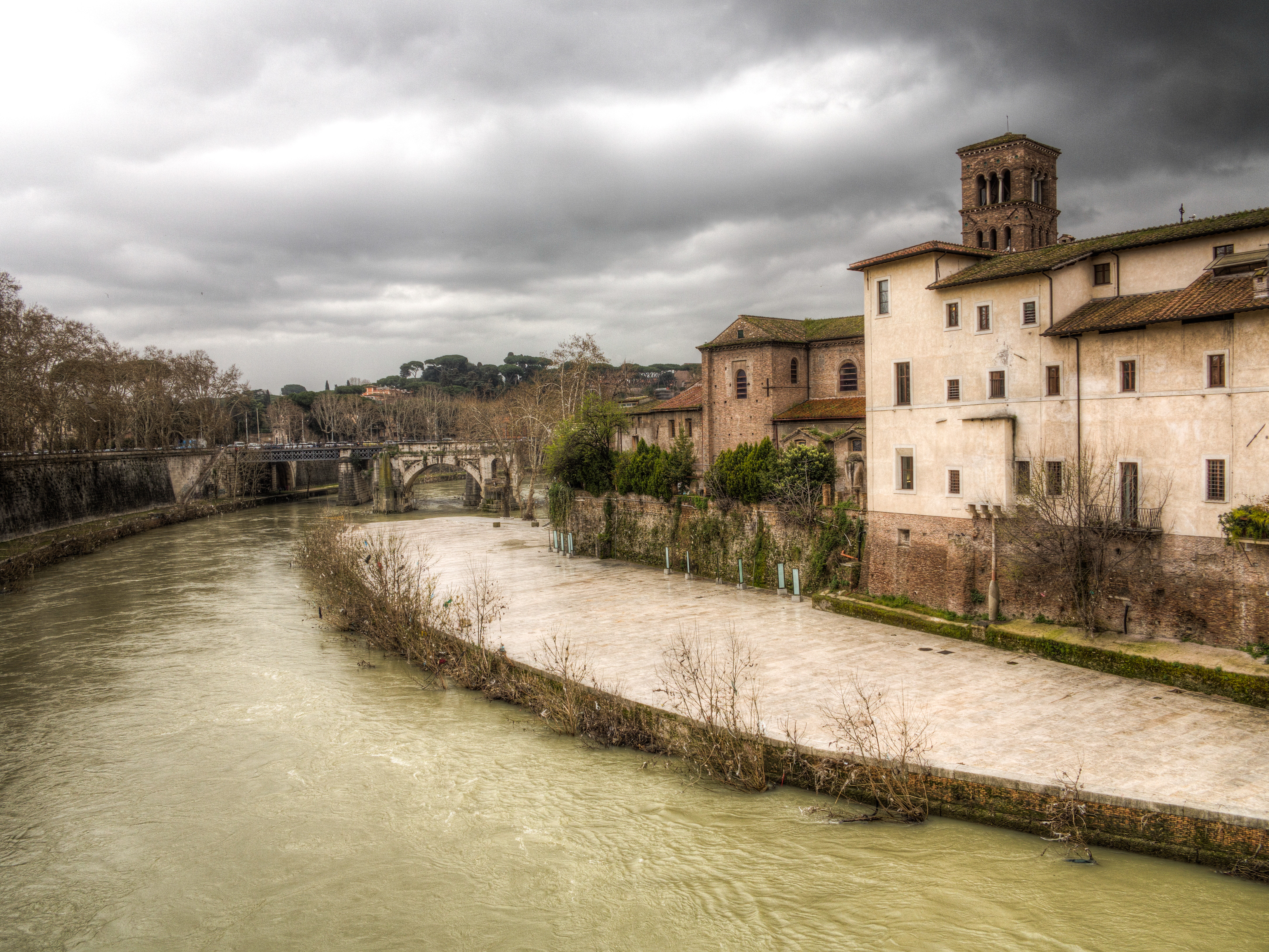
Wyspa Tyberyjska

Okręg XIV obejmował Wyspę Tyberyjską oraz tereny za Tybrem, stąd jego nazwa (pol. Zatybrze). W tym okręgu znajdowała się Naumachia Augusta. Granice okręgu od zachodu wyznaczały mury aureliańskie, od wschodu zaś Tyber.